# Višňov

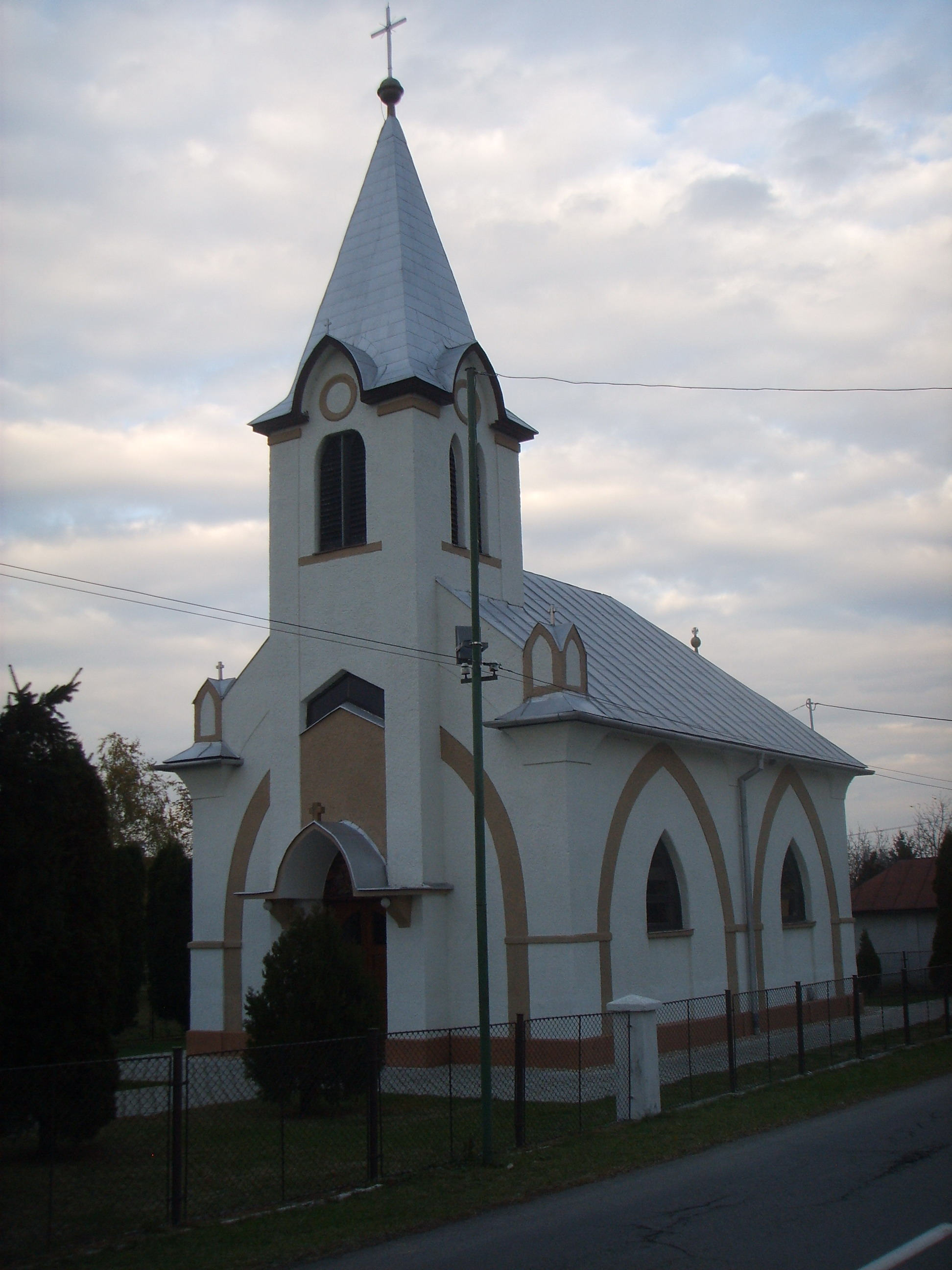
Kerk

Višňov (Hongaars: Visnyó) is een Slowaakse gemeente in de regio Košice, en maakt deel uit van het district Trebišov.
Višňov telt 253 inwoners.